# Starý hrad
Die Ruinen von Starý hrad (wörtlich „Alte Burg“; auch Starhrad, Varínsky hrad oder Varín, historische Namen Warna, Varna, Owar, Owaar, Starigrad) liegen in der nördlichen Slowakei in der Kleinen Fatra, auf einem hohen Felsen oberhalb des Flusses Waag auf dessen rechter Seite, unweit der Gemeinde Nezbudská Lúčka. Zusammen mit der Burg Strečno ein paar Kilometer flussabwärts schützte Starý hrad den Weg durch den Engpass Domašínsky meander.

## Geschichte
Die Burg wurde errichtet, um einen alten Handelsweg durch das Waagtal zu schützen, unweit einer Furt, an der die Straße vom rechten zum linken Ufer wechselte. Ursprünglich hieß die Burg Varín und wurde so zum ersten Mal 1267 erwähnt, erst nach der Fertigstellung der nahen Burg Strečno erhielt sie den heutigen Namen. Die Anlage gehörte zuerst den Vorfahren des Geschlechts Balassa, später dem Oligarchen Matthäus Csák und im Jahr 1323 dem Sohler Gespan Dancs. Später war die Burg im königlichen Besitz und es wurden in dieser Zeit einige Wohn- und Wirtschaftsgebäude gebaut, neben dem seit dem 13. Jahrhundert bestehenden Turm. Ab 1443 war die Burg mit kürzeren Unterbrechungen Besitz des Geschlechts Pongrácz, das die Burg bis zum 16. Jahrhundert bewohnte, ehe es ein Landschloss im Ort Krasňany errichten ließ. Bis zum 18. Jahrhundert waren noch Wächter auf der Burg stationiert, seither ist die Burg ohne weitere Nutzung verlassen und verfällt.
Als Graf Orlok in Friedrich Wilhelm Murnaus Film Nosferatu – Eine Symphonie des Grauens sein Schloss, für dieses diente die Arwaburg als Kulisse, verließ und auf sein nun verfallenes Schloss zurückblickte, wurde Starý hrad als dessen Ruine gezeigt.

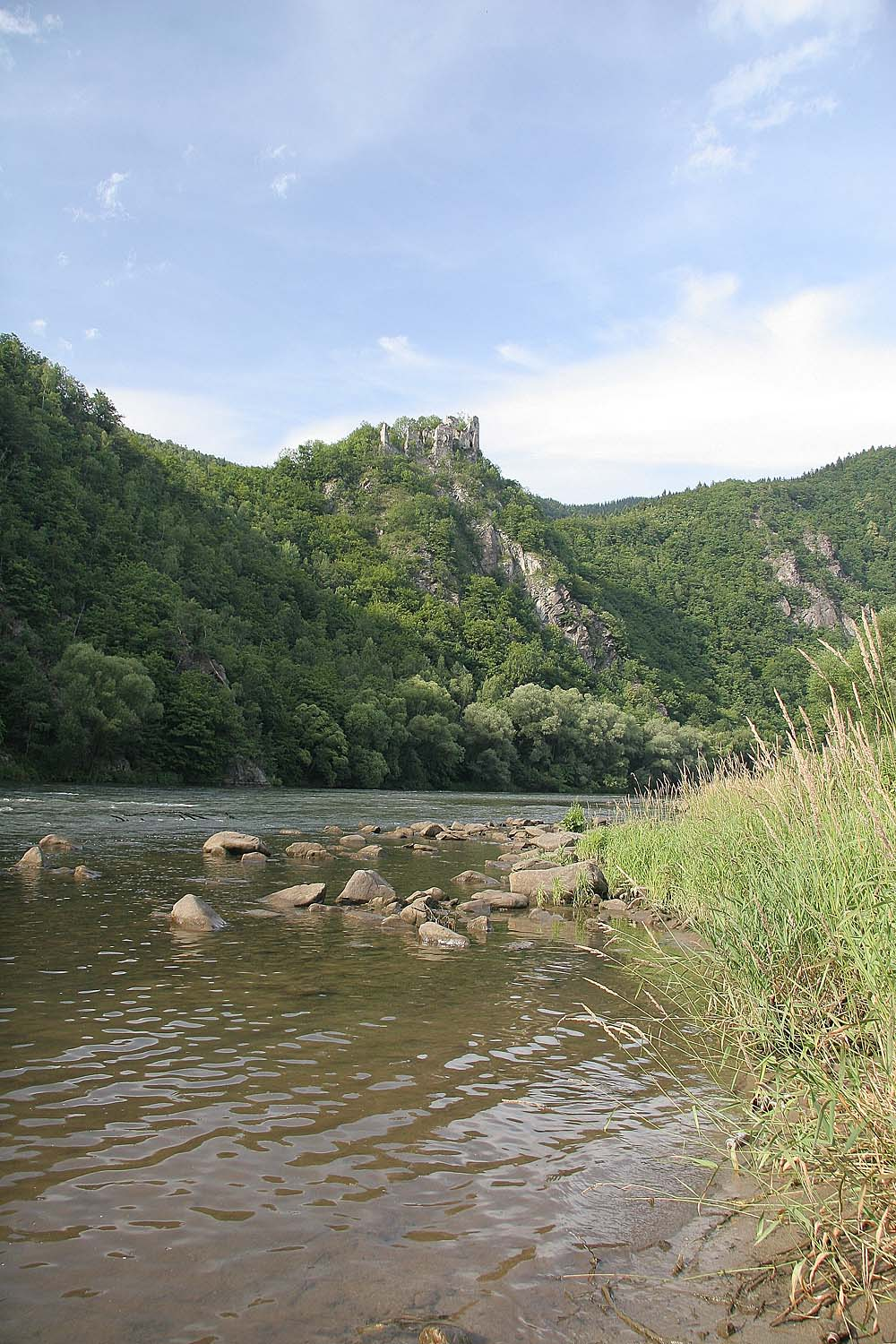
Die Burgruine oberhalb der Waag

2017 wurde die Burgruine zum nationalen Kulturdenkmal der Slowakei erklärt. Heute sind der Umriss, Burgmauer, Überreste des Burgpalas, Fundamente der Wirtschaftsgebäude sowie der Turm etwa bis zur Höhe des zweiten Stockwerks erhalten.

## Zugang
Heute ist die Burgruine durch touristische Wege frei zugänglich. Der leichteste Zugang besteht vom Ort Nezbudská Lúčka und über das Tal Hradské.